# Obervahlefeld
Obervahlefeld ist eine Hofschaft in Halver im Märkischen Kreis im Regierungsbezirk Arnsberg in Nordrhein-Westfalen (Deutschland).

## Lage und Beschreibung
Obervahlefeld liegt auf 420 Meter über Normalnull im nördlichen Halver. Südlich des Ortes erhebt sich mit 427,9 Meter über Normalnull eine Erhebung, nördlich eine mit 433,3 und nordwestlich eine mit 436,1 Meter; dort befindet sich auch eine Nebensiedlung von Kreisch und ein Sportplatz. 
Der Ort ist über eine Stichstraße zu erreichen, die von einer Nebenstraße der nahen Landesstraße L528 abzweigt. Weitere Nachbarorte sind Neuenvahlefeld, Dommelnheide und Grünenbaum.

## Geschichte
Obervahlefeld wurde erstmals 900 und 1130 urkundlich erwähnt, die Entstehungszeit der Siedlung wird aber für den Zeitraum zwischen 630 und 700 in der Zeit der zweiten sächsischen Landnahme vermutet. Somit ist Obervahlefeld eine der frühen Siedlungen in Halver.
Im Mittelalter war Obervahlefeld sehr wahrscheinlich ein von Adeligen bewohnten, mit einem Wassergraben gesicherter Gräften- und Herrenhof. Allerdings ist kein besonderes Herrenhaus überliefert. Als Obervahlefeld  sich im 15./16. Jahrhundert zu einem Rittergut entwickelte besaß der Hof eine Größe von ca. 400 Morgen.
Um 1500 ist durch Urkunden belegt, dass der Hof Vahlefeld dem bergischen Amt Beyenburg abgabenpflichtig war. Die Gerichtsbarkeit des Hofs unterstand einem extra für die bergischen Höfe im ansonsten märkisch beherrschten Kirchspiel Halver bestellten bergischem Richter, was häufig zu Streit mit dem für das Kirchspiel eigentlich zuständigen märkischen Gografen führte.
1818 lebten acht Einwohner in Obervahlefeld. Laut der Ortschafts- und Entfernungs-Tabelle des Regierungs-Bezirks Arnsberg wurde der Ort unter dem Namen Obern-Valefeld als Ackergut und früheres Rittergut kategorisiert und besaß 1838 eine Einwohnerzahl von zehn, allesamt evangelischen Glaubens. Der Ort gehörte zu dieser Zeit der Kamscheider Bauerschaft innerhalb der Bürgermeisterei Halver an und besaß ein Wohnhaus und drei landwirtschaftliche Gebäude.
Das Gemeindelexikon für die Provinz Westfalen von 1887 gibt für Obervahlefeld eine Zahl von 15 Einwohnern an, die in zwei Wohnhäusern lebten.
Seit dem Frühmittelalter (nach anderen Angaben seit frühgeschichtlicher Zeit) befand sich bei Obervahlefeld eine bedeutende Altstraße, der Handels-, Pilger- und Heerweg zwischen Hagen und Siegen, die heutige Landesstraße L528. Nordöstlich des Ortes sind die Hohlwege der Altstraße erhalten und als Kulturdenkmal unter Schutz gestellt.